# Haaksbergen

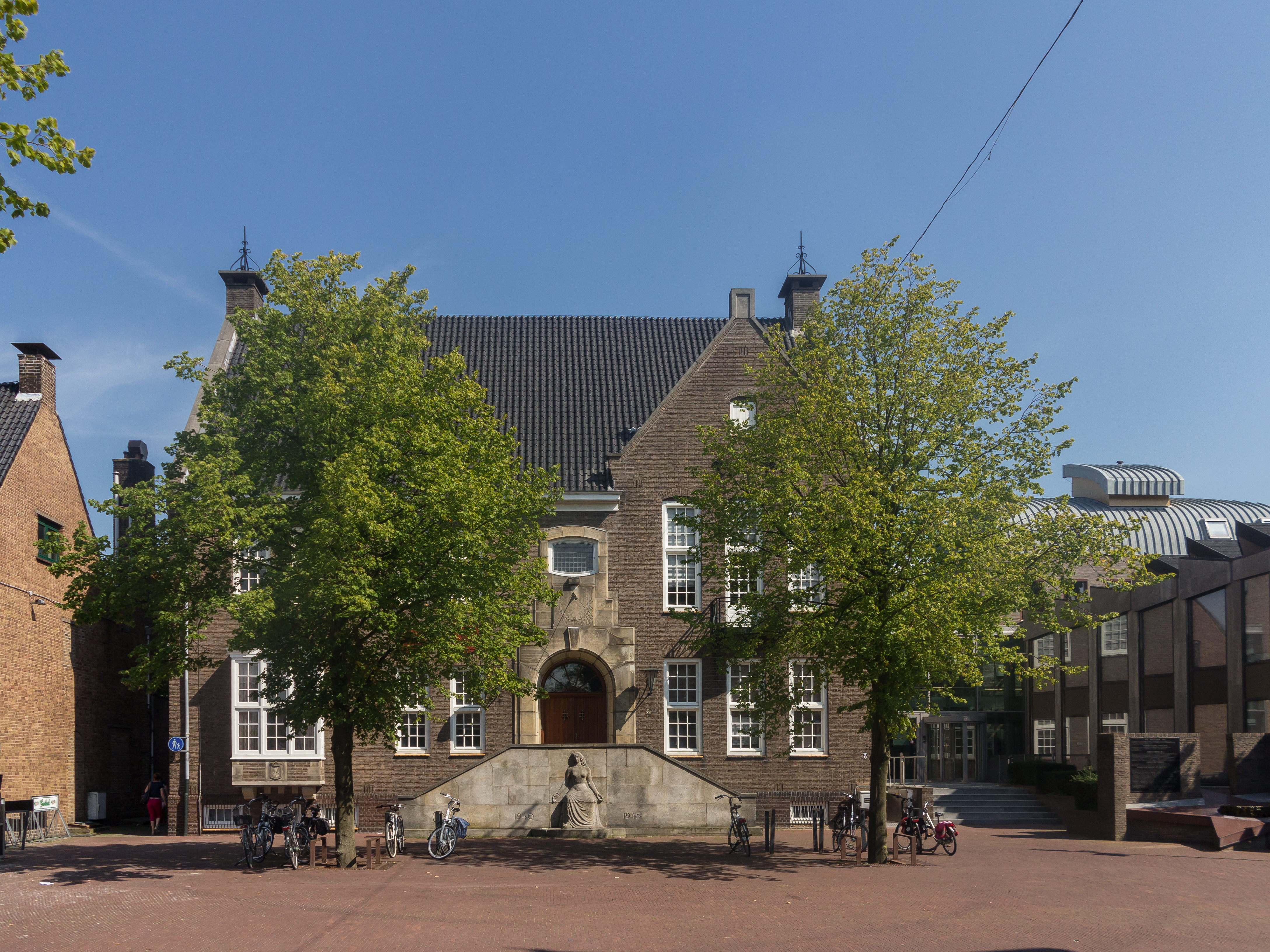
Rathaus Haaksbergen

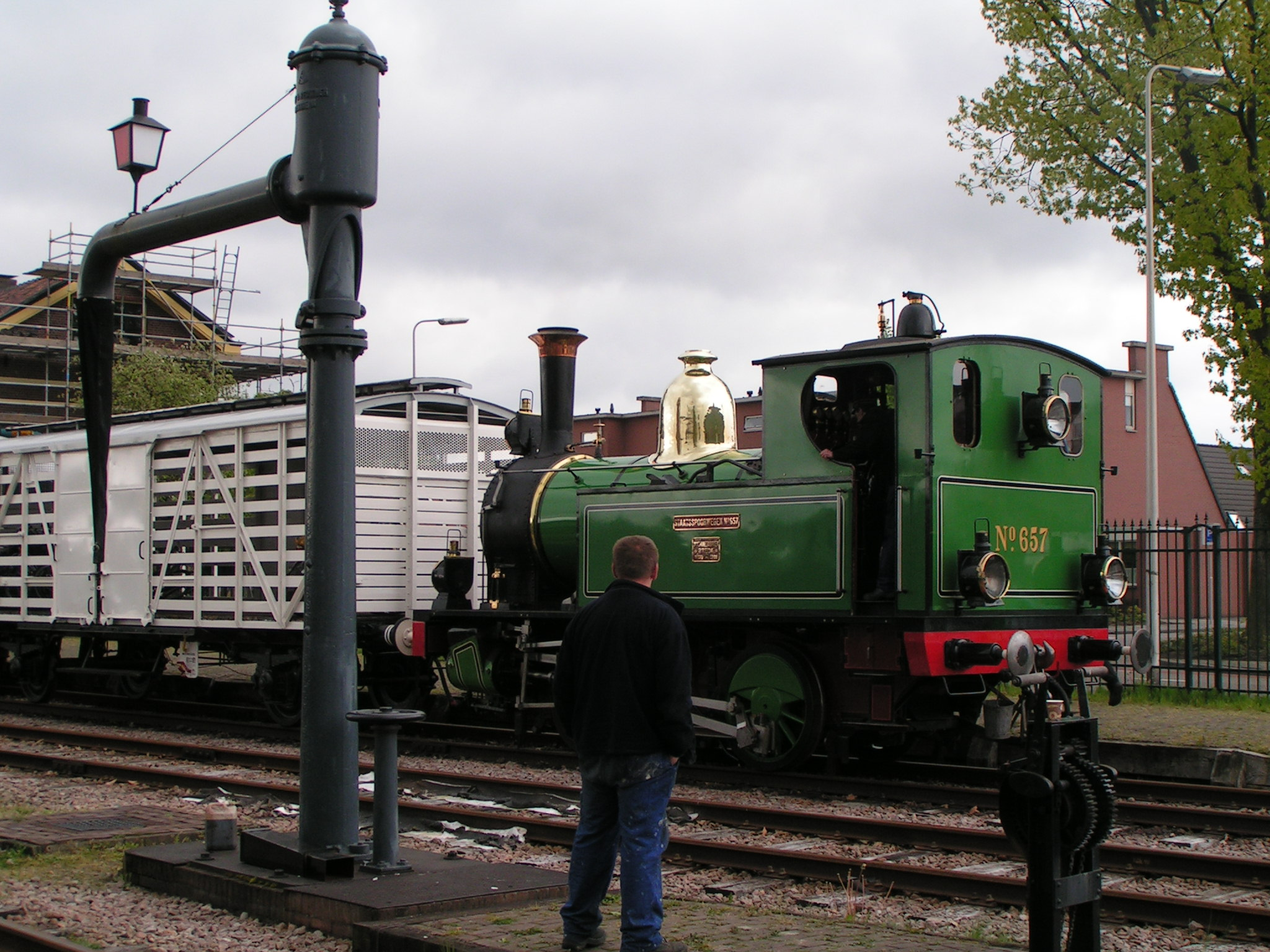
Bahnhof Haaksbergen

Haaksbergen (anhörenⓘ) (niedersächsisch Hoksebarge) ist eine Gemeinde in den Niederlanden, Provinz Overijssel, mit 24.223 Einwohnern (Stand 1. Januar 2025).
Die Gemeinde liegt in der Region Twente, südlich von Enschede und Hengelo. Im Südosten und Osten grenzt das Gemeindegebiet an Deutschland. Städtepartnerschaft unterhält die Gemeinde mit ihrer deutschen Nachbarstadt Ahaus und dem ungarischen Nagykörös. Zur Gemeinde gehören zwei Kirchdörfer: Sint Isidorushoeve im Westen und Buurse im Osten.

## Geografie
Die Landschaft ist überwiegend flach, nur zwischen Buurse und der Grenze ist sie leicht wellig (bis 42 Meter über dem Meeresspiegel). Das Land wird zum größten Teil genutzt für Landwirtschaft, teils als Wiesen (Kühe, Pferde, Schafe), teils als Äcker (besonders Mais). Vom Osten zum Westen fließt der Bach 'Buurserbeek', ab der Wassermühle 'Schipbeek' genannt. Etwa ein Fünftel der Fläche ist Naturgebiet. Südlich von Haaksbergen findet man 'Het Lankheet', ein Laub- und Nadelwald. Zwischen Haaksbergen und Buurse liegen das Heidegebiet 'Buurserzand' und das Hochmoorgebiet 'Haaksbergerveen'. Östlich von Buurse, an der deutschen Grenze, liegt das 'Witte Veen', ein Moor- und Waldgebiet. Alle Naturgebiete sind frei zugänglich und mit guten Wander- und Radwegen ausgestattet.

## Kultur und Sehenswürdigkeiten
Es gibt zwar nicht besonders viele, aber doch einige interessante Sehenswürdigkeiten:
- Auf dem Markt in Haaksbergen steht die Sint Pancratiuskerk (Sankt-Pankratiuskirche). Um 900 wurde hier eine erste hölzerne Kirche gebaut. Um das Jahr 1000 wurde sie ersetzt durch eine steinerne Kirche in romanischem Stil (jetzt der hintere Teil des Mittelschiffes). Um 1300 wurde sie verlängert bis zum Chor. 1398 stiftete Ludolph, der Herr von Ahaus, eine Vikarie zu Ehren Sankt Georgs. Dafür wurde rechts des vorderen Teil des Hauptschiffes eine neue Kapelle gebaut. 1520 wurde die Kirche rechts des hinteren Teil des Schiffes ergänzt, sodass eine zweischiffige Kirche entstand. Der Turm wurde 1565 gebaut im Auftrag Philipps II., des spanischen Königs, als Aussichts- und Verteidigungspunkt für den anbrechenden Achtzigjährigen Krieg. Nach der Reformation fiel die Kirche 1646 in die Hände der Niederländisch-Reformierten Gemeinde. 1810 befahl Ludwig Napoleon, der Bruder Napoleons, die Rückgabe der Kirche an die Katholiken. 1888 wurde die Kirche noch einmal umgebaut: Sie bekam eine neue Sakristei, der Chor wurde vergrößert und das Hauptschiff erhöht. Überdies wurde links des Hauptschiffes ein drittes Schiff mit einer Kapelle gebaut, sodass eine dreischiffige Hallenkirche entstand.
- Hinter der Pankratiuskirche findet man die Nederlands Hervormde Kerk (Niederländisch Reformierte Kirche). Die erste Kirche wurde um 1810 gebaut, weil die Gemeinde die Pancratiuskirche nicht länger verwenden konnte. Am 16. August 1851 brannte die Kirche aber bei einem großen Dorfbrand ab. Nach einer großen Sammelaktion baute man eine neue Kirche, die an Weihnachten 1854 zum ersten Mal verwendet wurde. 2009 wurde der Innenraum neu gestaltet.
- Neben der Kirche befindet sich das Richtershuis (Richtershaus). Es wurde 1720 gebaut von Richter Joan Jansen van der Sluys. Das Wappen seiner Familie ist über den Eingang zu sehen. Bis zu seinem Tod in 1738 wurde hier Recht gesprochen, danach kam es in Besitz der Reformierten Kirche.
- Links hinter der Pankratiuskirche steht die Synagoge aus 1828. Man sagt, dass sie die kleinste in den Niederlanden ist.
- An die Spoorstraat befindet sich die 'Villa Jordaan', am Ende des 19. Jahrhunderts gebaut für den Textilfabrikanten Jordaan. Sein Textilwerk stand bis in den siebziger Jahren links hinter der Villa (jetzt Bibliothek und Schule).
- Das Museum Buurtspoorweg betreibt in den Sommermonaten Dampfzüge zwischen Haaksbergen und Boekelo (Gem. Enschede).
- Südlich von Haaksbergen findet man die 'Oostendorper Watermolen', eine doppelte Wassermühle aus dem 16. Jahrhundert.[3]
- Auf dem Land gibt es verschiedene alte Bauernhöfe in sächsischem Stil, deren Geschichte oft bis ins Mittelalter zurückgeht.

Knotenpunkt des kulturellen Lebens ist 'Kulturhus 't Iemenschoer'. Unter seinem Dach sind u. a. ein Theater, eine Musikschule, ein Kursusinstitut und eine Kunstausstellungshalle untergebracht. Im Theater 'De Kappen' finden allerlei Aufführungen statt, von Bauernrevue und Kabarett bis klassischer Musik. Im 'Kunstzaal Achterom' werden Werke Haaksberger und anderer Künstler ausgestellt. Weiter gibt es verschiedene kulturelle Vereine, z. B. die Haaksberger Revue 'Allo Jannao', die folkloristische Tanzgruppe 'De Hakkelklumpkes', den Kunstverein 'Kunstkring Haaksbergen' und den Geschichtsverein 'Historische Kring'. Ein Museum über die natürliche sowie die kulturelle Geschichte der Twente findet man in Enschede, die 'Twentse Welle'.

## Politik
Die christdemokratische CDA setzte sich bei der letzten Kommunalwahl am 16. März 2022 mit 26,06 Prozent aller Stimmen durch und konnte somit fünf Ratssitze für sich gewinnen.

### Gemeinderat
In Haaksbergen kommt der Gemeinderat seit 1982 wie folgt zustande:
| Partei                                    | Sitze | Sitze | Sitze | Sitze | Sitze | Sitze | Sitze | Sitze | Sitze | Sitze | Sitze |
| Partei                                    | 1982  | 1986  | 1990  | 1994  | 1998  | 2002  | 2006  | 2010  | 2014  | 2018  | 2022  |
| ----------------------------------------- | ----- | ----- | ----- | ----- | ----- | ----- | ----- | ----- | ----- | ----- | ----- |
| CDA                                       | 11    | 9     | 10    | 9     | 7     | 6     | 7     | 7     | 5     | 5     | 5     |
| Nieuw Haaksbergen a                       | –     | –     | –     | –     | –     | –     | –     | –     | –     | –     | 5     |
| Dé Actieve Partij Haaksbergen a b         | –     | –     | –     | –     | –     | –     | –     | –     | –     | 4     | 3     |
| VVD                                       | 4     | 2     | 2     | 2     | 3     | 2     | 2     | 3     | 2     | 3     | 2     |
| PvdA                                      | 3     | 5     | 3     | 3     | 3     | 3     | 5     | 3     | 2     | 2     | 2     |
| D66                                       | 1     | 1     | 2     | 2     | 2     | 1     | 1     | 2     | 3     | 2     | 2     |
| Haaksbergen Centraal a b c                | –     | –     | –     | –     | –     | 4     | 3     | 3     | 6     | 2     | –     |
| Gemeenschappelijke Groepering Haaksbergen | –     | 2     | 2     | 3     | 4     | 3     | 1     | 1     | 1     | 1     | –     |
| Lijst P. Broen                            | –     | –     | –     | –     | –     | –     | –     | 0     | –     | –     | –     |
| Onafhankelijk Haaksbergen                 | –     | –     | –     | –     | –     | 0     | –     | –     | –     | –     | –     |
| GroenLinks                                | –     | –     | –     | 0     | –     | –     | –     | –     | –     | –     | –     |
| AH                                        | 0     | –     | –     | –     | –     | –     | –     | –     | –     | –     | –     |
| PPR                                       | 0     | –     | –     | –     | –     | –     | –     | –     | –     | –     | –     |
| Gesamt                                    | 19    | 19    | 19    | 19    | 19    | 19    | 19    | 19    | 19    | 19    | 19    |

Anmerkungen

## Sport
Haaksbergen ist auch eine Sportstadt. Es gibt viele Sportvereine wie Schützen-, Tennis-, Fischer- und Fußballvereine. Im Sportpark 'Scholtenhagen' findet man neben Tennis- und Fußballfelder eine Athletikbahn, ein Hallenbad und eine Freilufteisbahn, die im Sommer als Skatebahn dient. Weiter gibt es noch eine BMX-Crossbahn und eine Motocrossbahn. Jedes Jahr wird das internationale 'IBIS-toernooi' veranstaltet, ein Schachwettbewerb für Blinde.

## Wirtschaft
Die von 1862 bis 1970 dominierende Textilindustrie existiert nicht mehr, Industrie gibt es nur noch in Kleinbetrieben verschiedener Branchen. In Haaksbergen leben viele Pendler, die in Hengelo und Enschede arbeiten.
2004 übernahm Uzin Utz die Unipro-Gesellschaft in Haaksbergen.

## Veranstaltungen
Im Mai findet die jährliche Kirmes und auch der bekannte Maimarkt statt, der sich durch die ganze Stadt zieht.
Im Jahr 1996 war Haaksbergen Gastgeber des 11. Europaschützenfestes, einer Veranstaltung der Europäischen Gemeinschaft Historischer Schützen.
Bei einem Unfall bei der Veranstaltung AutoMotorSportief in der Stationsstraat starben am 28. September 2014 drei Menschen durch einen außer Kontrolle geratenen 1500-PS-Monstertruck.

## Persönlichkeiten

### Söhne und Töchter der Gemeinde
- Hermannus Scholten (1726–1783 in Leiden), reformierter Theologe
- Chantal Reusken (* 1969 oder 1970), Virologin, bedeutende Rolle in der MERS-CoV-Forschung
- Erik ten Hag (* 1970), Fußballtrainer und ehemaliger Fußballspieler
- Arnoud van den Berg (* 1971), Jazz- und Bluesmusiker
- Ester Workel (* 1975), Steuerfrau im Rudersport
- Bram Tankink (* 1978), Radrennfahrer
- Shirley van der Lof (* 1986), Automobilrennfahrerin

### Personen, die vor Ort gewirkt haben
- Ben Steneker (* 1935), Country-Sänger
- Christian Siebrecht (* 1968), deutscher Feldhockey-Spieler und Feldhockey-Schiedsrichter
- Andy Scharmin (1967–1989), Fußballspieler, wuchs in Haaksbergen auf
- Steffan Winkelhorst (* 1992), Skirennläufer, lebt in Haaksbergen